# Betina Polaroid
Beto Pêgo (Rio de Janeiro, 14 de julho de 1976), mais conhecido pelo seu nome artístico Betina Polaroid, é um fotógrafo e drag queen brasileiro, mais conhecido por participar da primeira temporada do Drag Race Brasil.

## Início da vida
Betina nasceu no Rio de Janeiro, em 14 de julho de 1976. Formou-se em Publicidade e Propaganda pela Universidade Federal do Rio de Janeiro. Seu nome artístico, "Betina Polaroid", foi inspirado na personagem Bettina Lopes Jordão da telenovela De Corpo e Alma, da TV Globo. A escolha de "Polaroid" veio após ganhar uma câmera Polaroid rosa da Barbie.

## Carreira

### 2014–2019: Início e trabalhos fotográficos
Antes de iniciar sua carreira como drag queen, Betina desenvolveu uma carreira na área da fotografia. A artista por trás da persona é Beto Pêgo, publicitário formado pela Universidade Federal do Rio de Janeiro, com experiência em fotografia editorial, institucional e publicitária. No final dos anos 1990, integrou a equipe da revista queer SuiGeneris, e durante os anos 2000 colaborou com revistas da Editora Abril. Seu portfólio inclui trabalhos para marcas como Universal Music Group e L'Oréal, além de projetos nos segmentos de moda, gastronomia e decoração.[carece de fontes?]
Em 2014, ao acompanhar o crescimento da cena drag nas noites do Rio de Janeiro, iniciou um projeto documental voltado para o registro de artistas drag. Durante esse processo, passou a se identificar com a linguagem das performers que fotografava e decidiu criar sua própria personagem drag.
A personagem Betina Polaroid surgiu em 2015. No mesmo ano, integrou o coletivo Drag-se, atuando como fotógrafa, repórter e apresentadora do canal Drag-se TV, no YouTube. Nesse período, também começou a apresentar suas fotografias por meio de projeções e performances visuais em teatros e espaços culturais. Ainda em 2015, interrompeu temporariamente suas atividades após o diagnóstico de leucemia mieloide aguda de seu pai. Após o falecimento do pai, retomou sua atuação artística após realizar uma entrevista com a drag queen norte-americana Laganja Estranja, durante sua passagem pelo Brasil.
Em 2019, apresentou seu trabalho no XIII Anarchist Art Festival, em Nova York, e realizou sua primeira exposição individual de fotografia, intitulada Espelhos, na galeria do Ateliê Oriente, no Rio de Janeiro.

### 2021–presente: Exposições eDrag Race Brasil
Em 2021, participou da publicação do livro coletivo Montação, ao lado de outros três fotógrafos, com foco na cena drag brasileira. O livro foi selecionado para o 10º Festival ZUM de Fotolivros, integrando o acervo da biblioteca do Instituto Moreira Salles, em São Paulo, e do Centro Internacional de Fotografia, em Nova York. A exposição Espelhos também foi apresentada no 11º Festival de Fotografia de Tiradentes, no Festival Carioca de Fotografia Analógica, no Museu de Arte Moderna do Rio de Janeiro, no Centro de Artes UFF, e em 2024, teve uma nova montagem no espaço cultural Casa Fluida, em São Paulo.
Em 2023, ganhou projeção nacional ao se tornar finalista da primeira temporada do reality show Drag Race Brasil, exibido pela MTV e pela plataforma de streaming WOW Presents Plus.

## Vida pessoal
Betina se identifica como uma pessoa homossexual e vive um relacionamento sério com seu marido, com quem está desde 2005.[carece de fontes?]

## Filmografia

### Filme
| Ano  | Título       | Função    | Notas          | Ref.   |
| ---- | ------------ | --------- | -------------- | ------ |
| 2018 | Errou, Apaga | Ele mesmo | Curta-metragem | [ 11 ] |

### Televisão
| Ano  | Título           | Função       | Notas       | Ref.   |
| ---- | ---------------- | ------------ | ----------- | ------ |
| 2023 | Drag Race Brasil | Participante | Temporada 1 | [ 12 ] |
| 2023 | Grag Hearts Drag | Ele mesmo    | Temporada 1 | [ 13 ] |